# Gerhard Oppitz

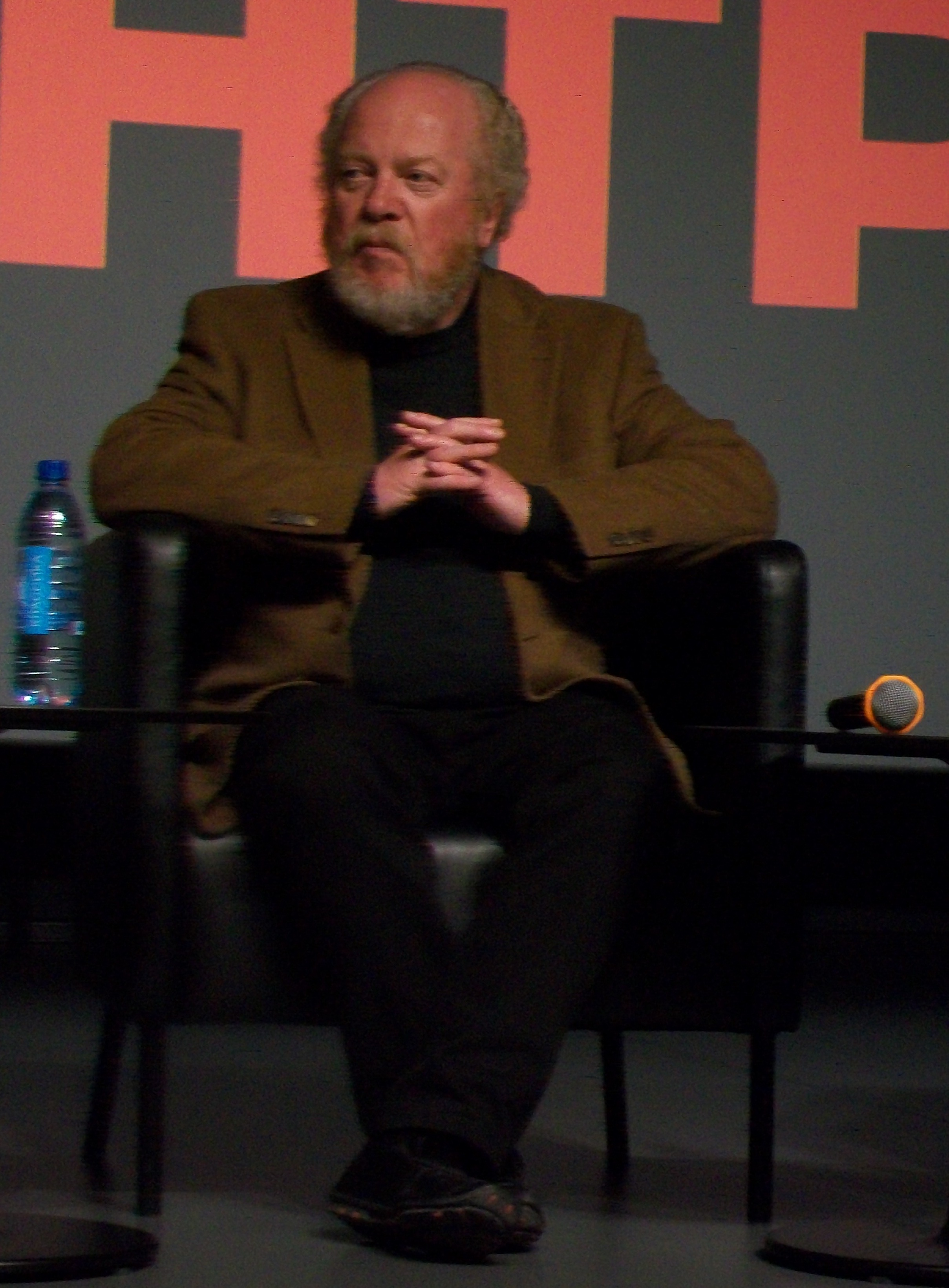
Gerhard Oppitz in 2017

Gerhard Oppitz (Frauenau, 5 februari 1953) is een Duits pianist.
Oppitz behaalde het gymnasiumdiploma aan het Robert Mayer Gymnasium in Heilbronn en studeerde piano bij Paul Buck, Hugo Steurer en Wilhelm Kempff. In 1981 werd hij als jongste in de geschiedenis van het instituut aangesteld als leraar aan de Münchner Musikhochschule waar hij (in 2007) nog steeds lesgeeft.
Als solist heeft Oppitz vele malen opgetreden met beroemde dirigenten en orkesten over de gehele wereld. In de zomer van 1977 won hij op vierentwintigjarige leeftijd als eerste Duitser het Arthur Rubinstein pianoconcours in Tel Aviv.
Oppitz geldt als een begenadigd vertolker van de werken van Johannes Brahms. Hij heeft de complete pianowerken van deze componist op plaat opgenomen en in concerten gespeeld. Ook heeft hij de complete werken van Franz Schubert uitgevoerd. Hij is momenteel bezig om de werken van Edvard Grieg en alle werken voor piano en orkest van Weber op te nemen. Oppitz is ook actief als interpreet van Witold Lutosławski, György Ligeti, Olivier Messiaen, Hans Werner Henze en Pierre Boulez.